# Jakelín Díazová
Jakelín Del Carmen Díazová Faríasová (* 14. května 1978 Carúpano) je bývalá venezuelská zápasnice – judistka.

## Sportovní kariéra
Připravovala se v Ciudad Guayana (část Puerto Ordaz) ve státě Bolívar. Ve venezulské ženské reprezentaci se pohybovala od roku 1997 v pololehké váze do 52 kg. V roce 2000 se kvalifikovala na olympijské hry v Sydney, kde vypadla v úvodním kole s Rumunkou Ioana Dineaovou po deseti sekundách na ippon chvatem ura-nage (zadní suplex). Od roku 2001 se ve venezuelské reprezentaci neprosazovala.

## Výsledky
| Turnaj                  | 1996  | 1997  | 1998           | 1999           | 2000           |
| Turnaj                  | 18    | 19    | 20             | 21             | 22             |
| Turnaj                  | lehká | lehká | pololehká váha | pololehká váha | pololehká váha |
| ----------------------- | ----- | ----- | -------------- | -------------- | -------------- |
| Olympijské hry          | —     |       |                |                | úč.            |
| Mistrovství světa       |       | —     |                | úč.            |                |
| Panamerické hry         |       |       |                | 5.             |                |
| Panamerické mistrovství | —     | ?     | 3.             | 3.             | 3.             |
| Jihoamerické hry        |       |       | ?              |                |                |
| Středoamerické a k. hry |       |       | —              |                |                |
| Bolívarské hry          |       | 1.    |                |                |                |
| MS juniorů              | 5.    |       |                |                |                |